# 老洲镇
老洲镇，是中国安徽省铜陵市郊区下辖的一个乡镇级行政单位。
2018年，将枞阳县老洲镇划归铜陵市郊区管辖。区划代码改为340711102。

## 行政区划
老洲镇下辖以下地区：
沙池村、罗墩村、红杨村、高沿村、桐贵村、陶圩村、同心村、下圩村、老洲村、同乐村、裕丰村、老湾村、联合村、横裕村、桃源村、源潭村、姚岗村、王套村和鸭河村。